# Dicranum clavatum
Dicranum clavatum là một loài rêu trong họ Dicranaceae. Loài này được R. Br. mô tả khoa học đầu tiên năm 1829.